# Maya Eshet
Maya Eshet (Gerusalemme, 1990) è un'attrice israeliana, conosciuta per la partecipazione a: Shiur Moledet: Avdei Hashem (2003), Teen Wolf (2011) and Bro, What Happened? (2014).

## Filmografia
- Shiur Moledet: Avdei Hashem (2003)
- HaShminiya (2004)
- My Boring Life – serie TV, 3 episodi (2013)
- Kroll Show – serie TV, episodio 2x07 (2014)
- Teen Wolf – serie TV, 10 episodi (2014-2016)
- Bro, What Happened? (2014)
- Whatever We Want To Be (2014)
- Man Seeking Woman – serie TV, episodio 1x10 (2015)
- Love – serie TV, episodio 1x01 (2016)
- Flower, regia di Max Winkler (2017)
- Fino all'osso (To the Bone), regia di Marti Noxon (2017)
- Nightflyers – serie TV, 10 episodi (2018)
- Star Trek: Picard – serie TV, episodio 1x01 (2020)
- All Rise – serie TV, episodio 1x14 (2020)
- Fear the Walking Dead – serie TV, 6 episodi (2023)

## Teatro
- The Outsider - Lovecraft Nightmare Suite[2] al The Lex Theatre (2013)

## Video musicali
- Woman's World Cher (2013)

## Doppiatrici italiane
Nelle versioni in italiano delle opere in cui ha recitato, Maya Eshet è stata doppiata da:
- Gaia Bolognesi in All Rise
- Perla Liberatori in Fear the Walking Dead